# 통영우체국
통영우체국은 경상남도 통영시 전역을 관할하는 부산지방우정청 소속 우체국이다.

## 기본 정보
- 주소: 경상남도 통영시 중앙로 325

## 연혁
- 1907년 4월 1일: 통영우편소로 개소
- 1922년 5월 21일: 통영우편국으로 국명 변경
- 1949년 11월 22일: 통영우체국으로 국명 변경
- 1952년 1월 14일: 사무관국에서 서기관국으로 승격
- 1955년 9월 1일: 충무우체국으로 국명 변경
- 1957년 11월 11일: 서기관국에서 사무관국으로 개편
- 1971년 2월 15일: 사무관국에서 서기관국으로 승격
- 1982년 1월 1일: 한국전기통신공사 발족으로 기술과 소관업무 이관
- 1983년 12월 30일: 서기관국에서 사무관국으로 개편
- 1995년 3월 23일: 통영우체국으로 국명 변경
- 2001년 5월 1일: 총괄국으로 관리기능 광역화(거제, 고성까지 관할)
- 2001년 7월 1일: 통영경상대우체국이 통영우체국과 통합되어 폐국[1]
- 2001년 10월 1일: 산양우체국을 통영산양우체국으로, 경남한산우체국을 통영한산우체국으로 명칭 변경[2]
- 2004년 4월 19일: 통영우체국 이전 개국(통영시 무전동 1036-1)
- 2011년 4월 1일: 도산우체국을 통영도산우체국으로, 사량우체국을 통영사량우체국으로 명칭 변경[3]
- 2011년 12월 19일: 광도우체국을 통영광도우체국으로, 용남우체국을 통영용남우체국으로 명칭 변경[4]
- 2014년 1월 1일: 우편구역을 다음과 같이 고시[5]

| 배달국         | 배달구역                                          | 구역번호      |
| -------------- | ------------------------------------------------- | ------------- |
| 통영우체국     | 통영시 전지역 (단, 사량면 · 욕지면 · 한산면 제외) | 53000 ~ 53091 |
| 욕지도우체국   | 욕지면                                            | 53098 ~ 53101 |
| 통영한산우체국 | 한산면                                            | 53092 ~ 53097 |
| 통영사량우체국 | 사량면                                            | 53102 ~ 53104 |

- 2014년 12월 31일: 통영도남동우체국 폐국[6]
- 2020년 9월 1일 : 통영산양우체국, 통영한산우체국, 통영광도우체국 점심시간 휴무 시행[7]

## 관할 우체국
| 우체국명             | 사진 | 주소                                                  | 비고                                                                       |
| -------------------- | ---- | ----------------------------------------------------- | -------------------------------------------------------------------------- |
| 욕지도우체국         |      | 경상남도 통영시 욕지면 중촌길 166-1                   |                                                                            |
| 통영경상대우체국     |      | 경상남도 통영시 인평동 445                            | 2001년 7월 1일 폐국                                                        |
| 통영광도우체국       |      | 경상남도 통영시 광도면 죽림3로 27                     | 별정우체국 2011년 12월 19일 광도우체국에서 명칭 변경 점심시간 휴무 시행    |
| 통영도남동우체국     |      | 경상남도 통영시 도남로 187                            | 2014년 12월 31일 폐국                                                      |
| 통영도산우체국       |      | 경상남도 통영시 도산면 도산일주로 32                  | 별정우체국 2011년 4월 1일 도산우체국에서 명칭 변경                         |
| 통영도천동우편취급국 |      | 경상남도 통영시 중앙로 36 (도천동, 통영도천동취급국)  |                                                                            |
| 통영미수동우편취급국 |      | 경상남도 통영시 미수로 102 (미수동, 통영미수동취급국) |                                                                            |
| 통영봉평동우체국     |      | 경상남도 통영시 도남로 187                            |                                                                            |
| 통영사량우체국       |      | 경상남도 통영시 사량면 진촌2길 6-23                   | 별정우체국 2011년 4월 1일 사량우체국에서 명칭 변경                         |
| 통영산양우체국       |      | 경상남도 통영시 산양읍 산양중앙로 73                  | 2001년 10월 1일 산양우체국에서 명칭 변경 점심시간 휴무 시행                |
| 통영용남우체국       |      | 경상남도 통영시 용남면 남해안대로 442                 | 별정우체국 2011년 12월 19일 용남우체국에서 명칭 변경                       |
| 통영중앙동우체국     |      | 경상남도 통영시 세병로 5                              |                                                                            |
| 통영한산우체국       |      | 경상남도 통영시 한산면 한산일주로 841-1               | 별정우체국 2001년 10월 1일 경남한산우체국에서 명칭 변경 점심시간 휴무 시행 |

## 조직
- 우편물류과
- 영업과
- 경영지도실